# Anna Throndsen
Anna Tronds (née vers 1540, morte vers 1607), connue en anglais sous le nom d'Anna Throndsen et à titre posthume sous le nom d'Anna Rustung, est une noble dano-norvégienne. Dans l'histoire anglaise et écossaise, Anna Throndsen est surtout connue pour son mariage avec James Hepburn, 4e comte de Bothwell (qui lui vaudra plus tard le surnom de Skottefruen (« The Scottish Lady »)), un homme qui épousera plus tard Mary Stuart. Anna Throndsen est également connue pour son implication possible mais très controversée et contestée dans la rédaction de certaines des célèbres Casket Letters, ces lettres constituant les principales preuves contre Mary Stuart lors de l'enquête sur la mort d'Henry Stuart (dit Lord Darnley).

## Contexte
Anna est la fille aînée de Kristoffer Throndsen, un célèbre amiral, noble, pirate et corsaire norvégien du XVIe siècle. Au cours des dernières années du royaume de Norvège indépendant, entre 1532 et 1536, Kristoffer est l'amiral de la flotte norvégienne, au service de son cousin, Olav Engelbrektsson, le dernier archevêque de Norvège. En 1539, soit quelques années après la soumission de la Norvège à l'administration danoise, Kristoffer est nommé pour servir le roi Frédéric II en tant que commandant de marine. Il devient ensuite amiral de la flotte danoise, puis consul royal du Danemark à Copenhague. C'est à cette époque que Kristoffer emmène sa famille norvégienne, dont Anna, s'installer à Copenhague. Devenue jeune femme, Anna aide son père dans les affaires consulaires dans la capitale danoise.

## Mariage avec James Hepburn, comte de Bothwell
Anna épouse Bothwell, par handfasting, à l'occasion d'un voyage d'affaires de celui-ci au Danemark. Le mariage est considéré comme légitime en vertu de la loi dano-norvégienne mais est toujours considéré comme douteux ou invalide par les historiens anglais et écossais. Pour cette raison, la plupart des livres anglais présentent Anna comme une maîtresse de Bothwell. Pourtant, le procès d'Anna contre Bothwell (vers 1570), qui l'accuse de mauvais comportement en tant que mari, ainsi que certains écrits du comte de Moray, tendent à prouver le fait qu'un mariage a bien eu lieu.
Peu de temps après son mariage avec Anna, Bothwell épouse une autre femme, Jean Gordon, en France et s'intéresse rapidement la reine, Mary Stuart. Restée en Écosse, Anna est frustrée et malheureuse. Selon les rumeurs, elle aurait donné naissance à un enfant, probablement William, le seul fils de Bothwell. Au milieu des années 1560, elle quitte l'Écosse pour retourner dans sa famille; sa mère et ses frères et sœurs étaient revenus en Norvège à la mort de son père. Peu de temps après, Bothwell épouse Mary Stuart, après avoir prétendument assassiné son mari, Henry Stuart, Lord Darnley.

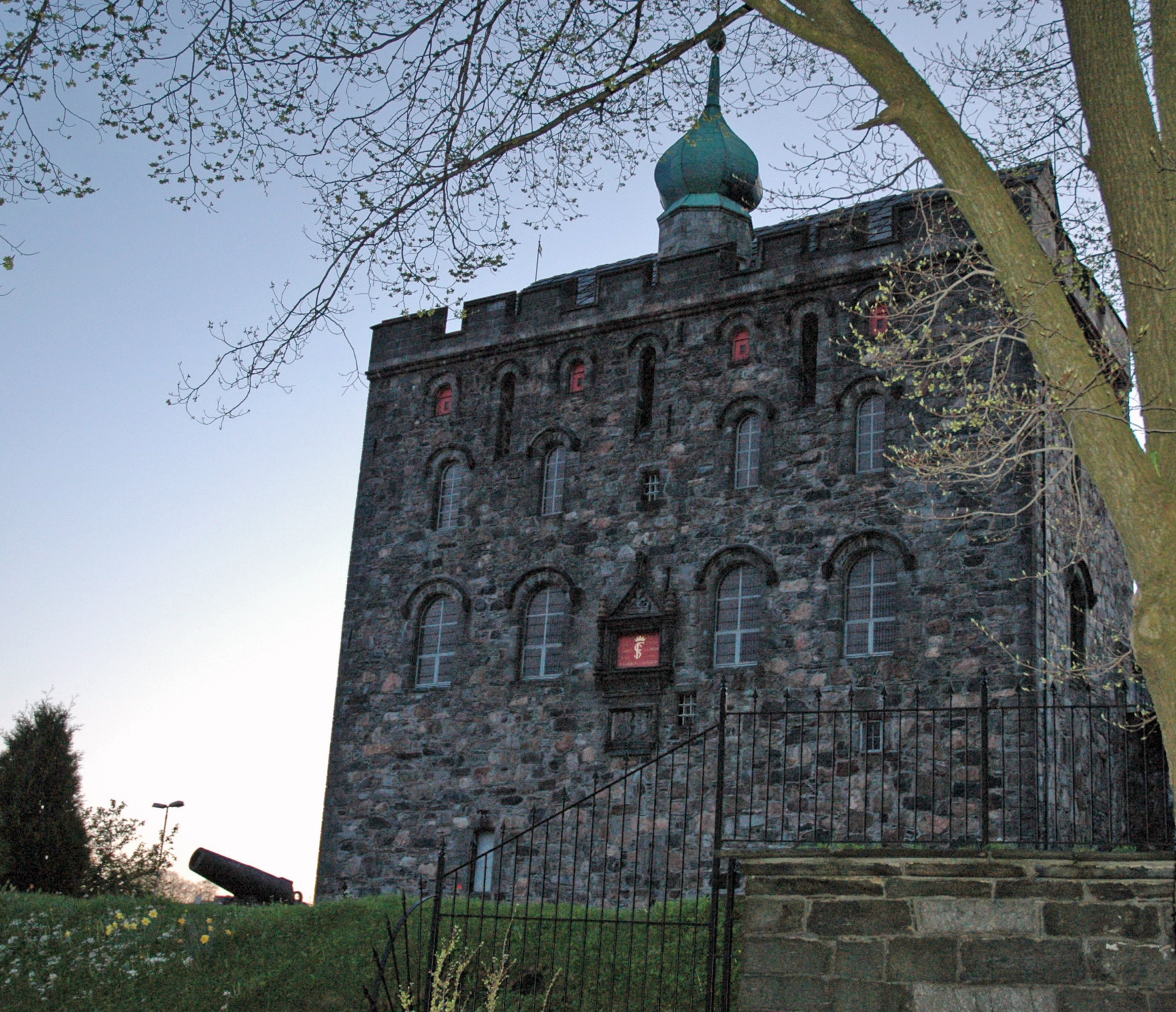
La tour Rosenkrantz à Bergen, où James Hepburn, comte de Bothwell, a été emprisonné, lors de son procès avec Anna, son ancienne épouse

Son retour précipité à Bergen, en Norvège, scelle le sort de Bothwell. Il avait quitté l'Écosse, fuyant les autorités qui le recherchaient pour le meurtre de Darnley, second mari de Mary Stuart. Il est détenu dans le port de Bergen, faute de papiers appropriés. La détention administrative de Bothwell se transforme en emprisonnement dans la tour Rosenkrantz sur ordre du cousin d'Anna, le vice-roi danois Erik Rosenkratz, et sur la base de la plainte d'Anna contre lui pour son abus d'elle comme épouse, et sa demande de restitution de son importante dot. Un procès a lieu, au cours duquel Anna témoigne, affirmant qu'il a "trois femmes en vie", y compris elle-même,.
Bothwell trouve un arrangement à l'amiable avec Anna, lui restituant un de ses navires et lui promettant une rente supplémentaire qu'il ne payera finalement jamais, n'ayant jamais retrouvé sa liberté. Frédéric II l'utilise alors comme pion politique. Élisabeth Ire demande l'extradition de Bothwell vers l'Écosse pour qu'il soit jugé pour le meurtre de Darnley, cousin d'Élisabeth, mais Frédéric II choisit de le transférer château de Dragsholm où il finira ses jours.

## Participation possible aux Casket Letters
Anna Throndsen est particulièrement connue dans l'histoire anglaise et écossaise à cause d'un ensemble de correspondances appelé les Casket Letters. Ces lettres sont trouvées sur le domestique de Bothwell, après sa fuite d'Écosse vers la Norvège, puis utilisées contre Mary Stuart lors de l'enquête sur la mort de son mari, Lord Darnley. La plupart des lettres comprennent une série de sonnets et de poésies. Certains des sonnets pourraient avoir été écrits par Anna. Toutefois, la plupart des historiens britanniques le contestent, alléguant qu'une personne de la noblesse nordique n'aurait pas eu une connaissance suffisante du français pour rédiger une telle prose. L'analyse de l'écriture manuscrite a également conduit au rejet de cette spéculation, bien que des rumeurs persistent. Cette analyse historique ignore le contexte international de la famille d'Anna, qui a voyagé régulièrement en Europe au cours de son enfance et, étant noble, parlait probablement couramment le français.

## Skottefruen

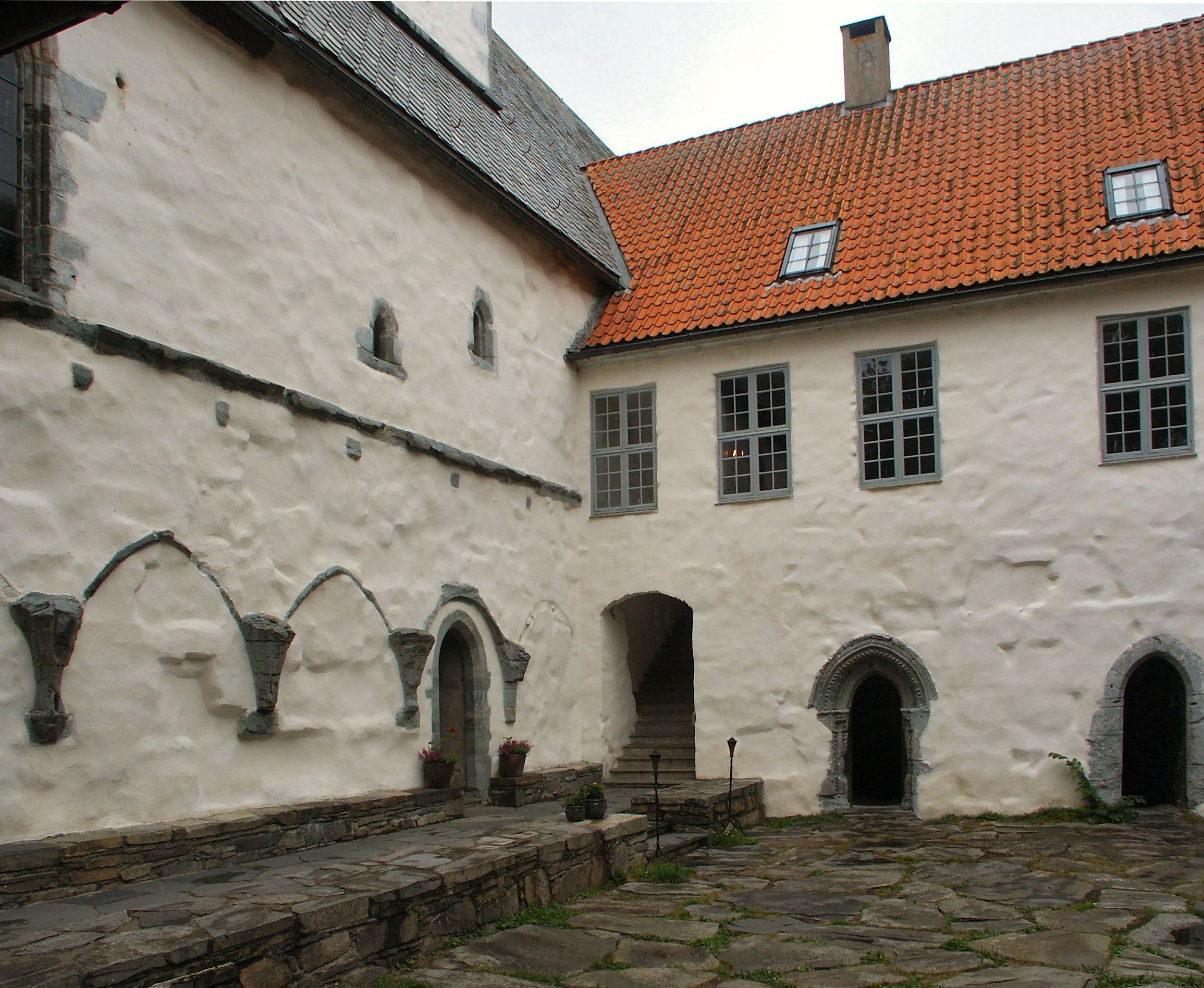
Abbaye d'Utstein où Anna a passé les derniers jours de sa vie.

Anna Throndsen est aujourd'hui connue en Norvège sous le nom de Skottefruen, « la dame écossaise ». Ce surnom était déjà attribué à Anna de son vivant, après son retour d'Écosse, dans la région de Bergen, où sa famille avait plusieurs résidences.
Elle ne s'est jamais remariée. Elle était cependant socialement active et très impliquée dans les événements locaux et les affaires communautaires, comme en témoignent divers journaux historiques de cette époque. De toute évidence, elle disposait d'une richesse conséquente, grâce aux bons investissements qu'elle aurait faits de son héritage. Elle aurait passé ses derniers jours à l'abbaye d'Utstein, un ancien couvent à proximité de Stavanger. Il est couramment accepté qu'elle est devenue nonne vers la fin de sa vie; ce qui serait révélateur de l'origine catholique de sa famille, son père était cousin du dernier archevêque norvégien, Olav Engelbrektsson.
Plusieurs romans historiques ont été écrits sur Anna sous le nom de Skottefruen,, en norvégien.